# Condado de McPherson (Dakota do Sul)
O Condado de McPherson é um dos 66 condados do Estado americano da Dakota do Sul. A sede do condado é Leola, e sua maior cidade é Leola. O condado possui uma área de 2 983 km² (dos quais 39 km² estão cobertos por água), uma população de 2 904 habitantes, e uma densidade populacional de 1 hab/km² (segundo o censo nacional de 2000).